# NGC 199
NGC 199 es una galaxia lenticular localizada en la constelación de Piscis.